# Garden City (New York)
Garden City ist eine Gemeinde und Teil der Town of Hempstead im Nassau County (New York). Der Ort wurde 1869 von dem Multimillionär Alexander Turney Stewart (1803–1876) gegründet und befindet sich im Westen von Long Island in New York City.

## Hintergrund
Alexander Turney Stewart war ein Textilhändler. Er war als Jugendlicher nach New York gekommen, wo er 1823 mit einer Erbschaft von rund 3000 Dollar ein kleines Geschäft eröffnete, in dem er unter anderem Schnürsenkel und Textilien verkaufte. Das Geschäft war zu einem florierenden Unternehmen herangewachsen, so dass er 1846 ein Gebäude für sein Groß- und Einzelhandelsgeschäft erbauen ließ. Der Ausbruch des amerikanischen Bürgerkriegs brachte ihm lukrative Regierungsaufträge, da die Unionsarmee und die Marine Uniformen benötigten. 1862 musste er sein Geschäft abermals vergrößern, er beteiligte sich an mehreren Unternehmen, die für ihn Stoffe fertigten und eröffnete Büros und Lager in sechs europäischen Ländern. In New York investierte Stewart zudem in Immobilien, was sein Vermögen weiter vergrößerte. Als 1847 die Große Hungersnot in Irland grassierte, schickte er ein Schiff voller Lebensmittel nach Belfast und holte etliche seiner Landsleute als Einwanderer ins Land. Diese benötigten neben Arbeit auch Wohnraum, so dass Stewart 1869 ein 2.800 Hektar großes Stück Land erwarb, auf dem die Modellstadt mit dem Namen „Garden City“ mit Häusern für Familien der Arbeiterklasse entstand.

## Geschichte
Garden City ist eines der ersten auf dem Reißbrett geplanten Dörfer der USA. Es wurde mit breiten Alleen angelegt und das Gelände mit hunderten von Bäumen und Sträuchern bepflanzt. Anfangs war die Siedlung für sechzig solide Häuser auf weitläufigen Grundstücken entwickelt worden und bot zudem ein Hotel in einer großen Parkanlage und einen Anschluss an die private Eisenbahnlinie A. T. Stewart’s Central Railroad. Als Stewart 1876 starb, ließ seine Frau Cornelia zu seinem Andenken eine Kathedrale, eine Bischofsresidenz und zwei kirchliche Schulen errichten. Mit der Beisetzung Stewarts in der Kathedrale gingen diese Gebäude in den Besitz der Bischöfe über. Nach ihrem Tod im Jahr 1886 gründeten ihre Erben 1893 die „Garden City Company“, um die planmäßige Entwicklung des Dorfes fortzusetzen.
Mit dem Bau der „Garden City Estates“ im Jahr 1907 begann eine Phase der Expansion. Drei Jahre später kam das als „Garden City East“ benannte Gelände hinzu. 1919 gab es einen Zusammenschluss der drei Teile zu einer Gemeinde und 1931 kam der neu entwickelte westliche Teil hinzu.
Das nahe gelegene Roosevelt Field, auf dem sich ein großer Einkaufskomplex befindet, war der Ausgangspunkt für Charles Lindberghs historischen Transatlantikflug im Jahr 1927.
Am 7. Dezember 1993 war Garden City Tatort des Long-Island-Rail-Road-Massakers, eine der ersten größeren Massenschießerei, bei der sechs Menschen getötet wurden.

## Wirtschaft
Von 1910 bis zum Verkauf an die Bertelsmann-AG Mitte der 1980er Jahre war in Garden City der Firmensitz von Doubleday, einem der weltgrößten Verlagshäuser.

## Schulen
Es gibt mehrere Schulen in Garden City:
- Drei Vorschulen (Hemlock School, Homestead School und Locust School)
- Zwei Grundschulen (Stewart School und Stratford School)
- Garden City Hauptschule (Klassen 6–8)
- Garden City Hauptschule (Klassen 9–12).
- Eine Privatschule (Waldorf School of Garden City, Klassen n–12)
- Zwei römisch-katholische Grundschulen (St. Joseph School und St. Anne’s School, Klassen n–8)

Garden City ist auch Sitz der Adelphi University. Das Nassau Community College (gegründet 1959) ist ein Teil des Systems der State University of New York.

## Kirchen

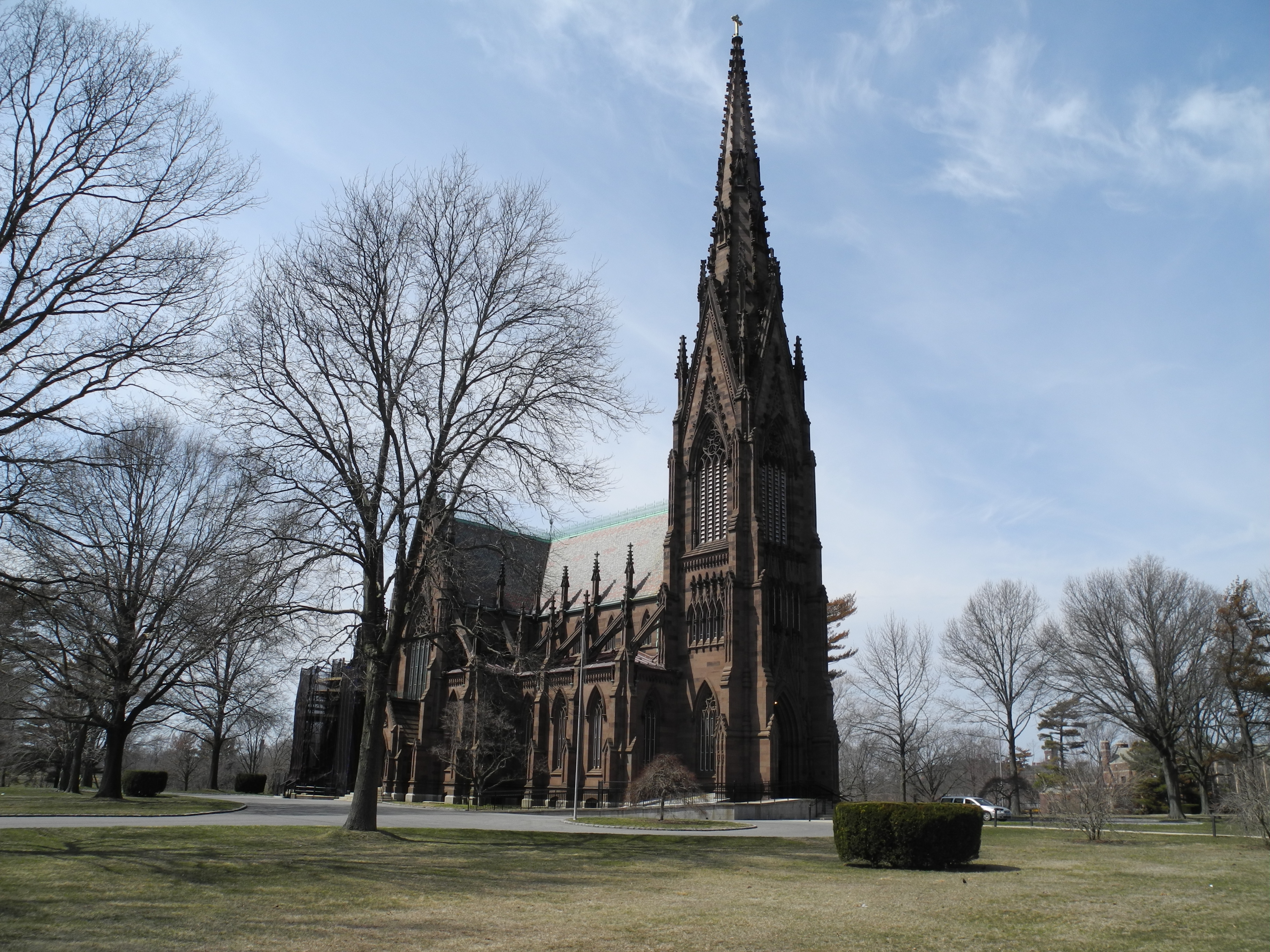
Cathedral of the Incarnation

- Cathedral of the Incarnation

## Söhne und Töchter von Garden City
- Herb Fitzgibbon (* 1942), Tennisspieler
- Emily Menges (* 1992), Fußballspielerin
- Ethan Phillips (* 1955), Schauspieler
- Nicole Rajičová (* 1995), slowakisch-US-amerikanische Eiskunstläuferin
- Bob Rohrbach (* 1955), Fußballspieler
- Telly Savalas (1922–1994), Schauspieler